# Museo Nacional de Al Ain
Museo Nacional de Al Ain, fue creado en 1969 bajo la guía del jeque Zayed bin Sultán Al Nahayan. Muestra la historia de Al Ain desde la Edad de Piedra hasta la fundación de los EAU, el museo alberga artefactos descubiertos en muchos sitios arqueológicos diseminados por toda la región, incluidas herramientas de piedra y puntas de flecha que datan del siglo VI.
Inaugurado en 1970, por Su Alteza el Jeque Khalifa bin Zayed Al Nahyan, entonces Príncipe Heredero de Abu Dhabi, la ubicación original del museo fue en el Palacio Sultan bin Zayed. El Museo Al Ain fue trasladado a su ubicación actual en 1971, donde fue inaugurado por Su Alteza el Jeque Tahnoun bin Mohammed Al Nahyan, representante del Gobernante en la Región Oriental.
La fortaleza del Este o del Sultán yace en el borde este del Oasis de Al Ain y una vez estuvo en el corazón del antiguo pueblo o hará de Al Ain, que también tomó su nombre alternativo de Haret Al Hosón del fuerte. Es uno de varios edificios históricos asociados con la creciente influencia de la familia gobernante Al Nahyan en Al Ain desde finales del siglo XIX en adelante. El fuerte es una estructura de adobe bien conservada con torres en tres de las esquinas y una puerta en la fachada sur. Fue construido por el hijo de Sheikh Zayed the First, Sheikh Sultan bin Zayed, en 1910, que residió allí antes de convertirse en el gobernante de Abu Dhabi en 1922. Ahora se encuentra dentro de los terrenos del Museo Nacional Al Ain y forma uno de sus atracciones principales

## Colecciones
Dividido en 2 secciones: Arqueología y Etnografía, el Museo Nacional Al Ain ofrece una visión de las tradiciones locales y la cultura que han definido a la región.

### Arqueología
La sección de Arqueología del museo incluye ollas importadas de Mesopotamia (Irak moderno) que datan de hace 5000 años y que se encontraron en tumbas excavadas en la cercana Jebel Hafeet. El museo también documenta el surgimiento de la sociedad de la Edad del Bronce que data de hace 4500 años cuando se construyeron grandes fortalezas de adobe en Hili. Una característica de esta sociedad fueron las tumbas construidas en piedra sobre el suelo, incluida la famosa 'Gran Tumba' en el Parque Arqueológico de Hili. Muchos objetos de estas tumbas están en exhibición en el Museo.

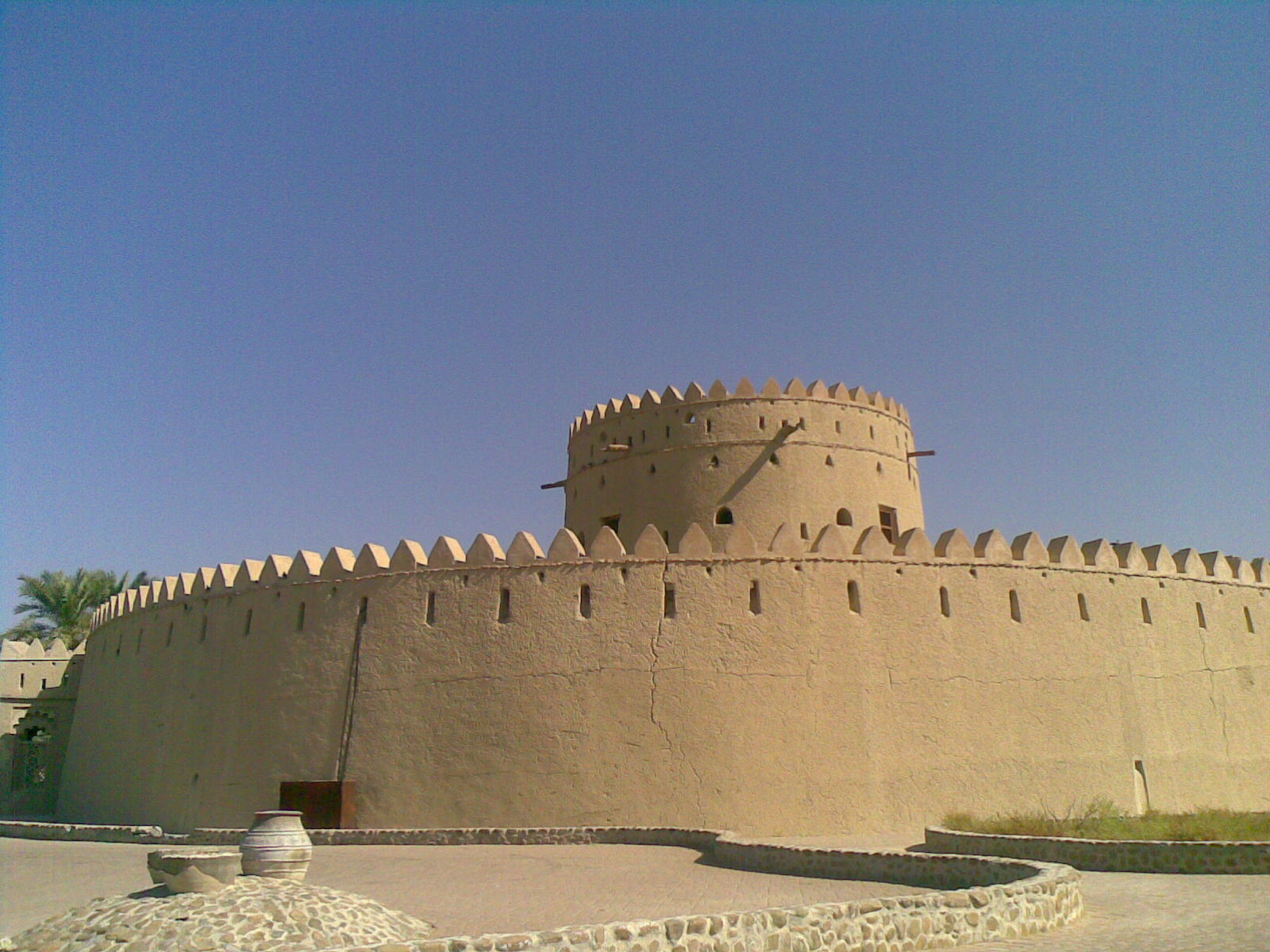
Torre Al-Hili

Un ejemplo de joyería exquisita de fabricación local de una tumba en el área de Al Qattara, y que data de hace casi 4000 años, también se exhibe en el museo. Decenas de armas de cobre y bronce también se encontraron en esta tumba y atestiguan la importancia de la minería del cobre y el trabajo del bronce en los antiguos EAU.

### Etnografía
La sección de Etnografía del museo explora las tradiciones y costumbres de las personas y la cultura de los EAU. Los objetos sobre la comunidad local, la educación, la agricultura, el deporte, la medicina y la vida cotidiana, ilustran cómo la sociedad era diferente hace apenas unas décadas. El museo también presenta una amplia gama de fotografías de Al Ain, Liwa y las regiones circundantes que trazan el desarrollo de la región y el establecimiento de los Emiratos Árabes Unidos.
- Datos: Q1052105
- Multimedia: Al-Ain National Museum / Q1052105